# Велли, Поль Франсуа
Поль Франсуа́ Велли́ (фр. Paul François Velly; 1709 год — 4 сентября 1759 год, Париж) — французский аббат-иезуит, историк и историограф Франции; автор 8-томной «Истории Франции».

## Биография и труды
Родился близ Реймса; в 1726 году вступил в общество иезуитов и стал впоследствии профессором, сначала в Реймсе, затем в коллеже Людовика Великого в Париже. Перевёл сатирический Свифтов памфлет «Поведение союзников» (On the Conduct of the Allies) о войне, завершившейся Утрехтским миром.
Велли занимался изучением материалов по французской истории и в 1755 году опубликовал два первые тома своей «Истории Франции». В конце лета 1759 года Велли заканчивал уже восьмой том «Истории», как неожиданно заболел и умер 4 сентября.

## Сочинения
«История Франции» много раз переиздавалась; о ней писали Вольтер, Мабли и другие. Несмотря на недостаток образования, сочинение Велли было в своё время лучшей историей Франции; оно было написано хорошим слогом и вследствие лёгкого и интересного изложения сильно повлияло на распространение исторических познаний среди французских читателей.
Последнее издание Веллиевой «Истории Франции», доведённой до 1329 года, в 15 томах было выпущено в 1770—1789 гг. Её дополняли продолжения до 1564 года, написанные Вилларе (1715—1766) и Гарнье (1729—1805).